# Шарлотта Кірк
Шарлотта Кірк (англ. Charlotte Kirk; 16 червня 1992, Кент)— англійська акторка, продюсер і сценарист.

## Біографія
Народилася в сім'ї Артура і Анджели Кірк, виросла в північно-східній частині Лондона. В дитинстві в Шарлотти діагностували дислексію і синдром Аспергера.
В 9 років Шарлотта почала грати в театрі. Навчалася в престижній Академії театрального мистецтва Італії Конті в Лондоні. У 20 років Кірк переїхала в США, щоб продовжити свою кар'єру: спочатку 1 в Нью-Йорк, потім — в Лос-Анджелес, де прожила 10 років. В 2013 році почала зніматися в кіно.
В лютому 2023 року з'явилась на обкладинці журналу Harper's Bazaar, в якому її описали як «красиву, талановиту і вже відому акторку, яка сповнена рішучості взяти долю у власні руки», а також як «типову англійську троянду».

## Особисте життя
Живучи в Лос-Анджелесі, в 2018 році Кірк познайомилася з режисером Нілом Маршаллом. В кінці 2019 року вони заручилися, а в 2021 році повернулися в Британію, щоб зосередитися на створенні власних проектів. Кірк і Маршалл заснували компанію Scarlett Productions Ltd., яка станом на березень 2023 року розробляє декілька фільмів.
Шарлотта любить співати і випустила 2 відеокліпи, Eyes in Love та I Get the Feeling Again, а також виконала фінальний трек фільму «Без паніки, з натяком на істерику».
Кірк пристрасно захищає права тварин. Вона має собаку породи кавалер-кінг-чарльз-спаніель, яку назвала Моллі Прайор на честь персонажа фільму «Розплата», в якому Шарлотта зіграла головну роль.

## Фільмографія
| Рік  | Назва                             | Роль                 | Примітки                                |
| ---- | --------------------------------- | -------------------- | --------------------------------------- |
| 2013 | Зваблені та покинуті              | в ролі себе          | Документальний фільм                    |
| 2013 | Розкол                            | Гелліон              |                                         |
| 2014 | Теккен 2                          | Хлоя                 |                                         |
| 2015 | Ласкаво просимо до раю            | Мелісса              |                                         |
| 2015 | Чорний пес, рудий пес             | Ліліан               |                                         |
| 2016 | В активному пошуку                | Тіффані              |                                         |
| 2016 | Без паніки, з натяком на істерику | Мелані               |                                         |
| 2016 | Немає місця для падіння           | Шея                  | Короткометражний фільм                  |
| 2017 | Демоверсія                        | Джессіка             |                                         |
| 2017 | Глибини                           | Хлоя                 |                                         |
| 2018 | Ніколь та О. Джей                 | Ніколь Браун Сімпсон | Не вийшов                               |
| 2018 | Вісім подруг Оушена               | Кара                 |                                         |
| 2018 | Улісс: Темна Одіссея              | Кейлі                |                                         |
| 2020 | Розплата                          | Грейс Гевствок       | Співавтор сценарію, виконавчий продюсер |
| 2022 | Лігво                             | Кейт Сінклер         | Співавтор сценарію, виконавчий продюсер |
| 2023 | Герцогиня                         | Скарлет Монаган      | Співавтор сценарію, виконавчий продюсер |

## Нагороди і номінації
| Рік  | Нагорода                                     | Номінація                                         | Фільм    | Результат   |
| ---- | -------------------------------------------- | ------------------------------------------------- | -------- | ----------- |
| 2017 | Los Angeles Film Awards                      | Найкращий актор другого плану                     | Глибини  | Перемога    |
| 2017 | Maverick Movie Awards                        | Найкращий актор                                   | Глибини  | Перемога    |
| 2020 | Best Actor Award                             | Видатний виступ                                   | Розплата | Перемога    |
| 2020 | Best Actor Award                             | Спеціальний приз журі                             | Розплата | Перемога    |
| 2020 | Los Angeles Film Awards                      | Найкраща жіноча роль                              | Розплата | Перемога    |
| 2020 | Los Angeles Film Awards                      | Найкращий оригінальний сценарій                   | Розплата | Перемога    |
| 2020 | Los Angeles Film Awards                      | Найкращий сюжетний фільм                          | Розплата | Перемога    |
| 2020 | Los Angeles Film Awards                      | Приз фестивалю за найкращий оригінальний сценарій | Розплата | Перемога    |
| 2020 | Los Angeles Film Awards                      | Приз фестивалю за найкращого актора               | Розплата | Перемога    |
| 2020 | Global Independent Film Awards               | Золотий приз за найкращий сюжетний фільм          | Розплата | Перемога    |
| 2020 | Global Independent Film Awards               | Золотий приз за найкращу жіночу роль              | Розплата | Перемога    |
| 2020 | Global Independent Film Awards               | Срібний приз за найкращий повнометражний фільм    | Розплата | Друге місце |
| 2020 | Los Angeles Independent Film Festival Awards | Найкраща жіноча роль                              | Розплата | Перемога    |
| 2020 | Los Angeles Independent Film Festival Awards | Найкращий фільм                                   | Розплата | Перемога    |
| 2020 | New York International Film Awards           | Найкраща жіноча роль                              | Розплата | Перемога    |
| 2020 | Oniros Film Awards                           | Найкращий сценарій                                | Розплата | Перемога    |
| 2020 | Oniros Film Awards                           | Найкраща жіноча роль                              | Розплата | Перемога    |
| 2020 | Vegas Movie Awards                           | Найкращий повнометражний фільм                    | Розплата | Перемога    |
| 2020 | Vegas Movie Awards                           | Найкраща жіноча роль                              | Розплата | Перемога    |
| 2021 | Berlin Independent Film Festival, DE         | Приз фестивалю за найкращого актора               | Розплата | Перемога    |
| 2022 | Richard Harris International Film Festival   | Найкраща жіноча роль                              | Лігво    | Номінація   |